# 15e Legergroep

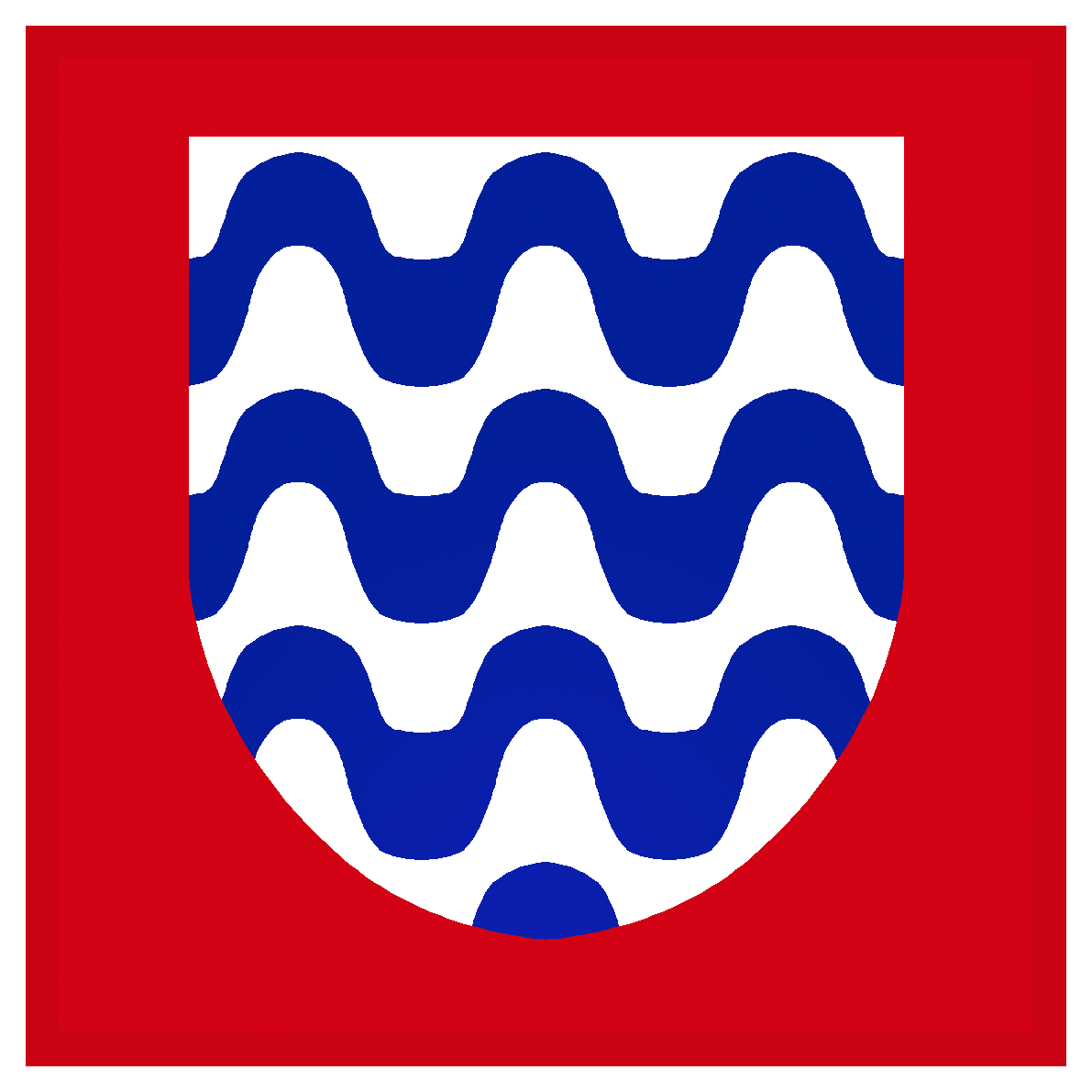
Insigne van de Britse en de Amerikaanse 15e Legergroep

De 15e Legergroep (15th Army Group) was een legergroep van de geallieerden tijdens de Tweede Wereldoorlog.
De legergroep ontstond in Algiers in 1943 voor de geplande invasie van Sicilië (codenaam: Operatie Husky). De belangrijkste eenheden waren het Britse Achtste Leger en, oorspronkelijk, het Amerikaanse Zevende Leger dat in 1944 vervangen werd door het Amerikaanse Vijfde Leger. De bevelhebber van de 15e Legergroep was de Britse generaal Harold Alexander. Halverwege 1944 rukte de 15e Legergroep naar het noorden van Italië op, namen Rome in en verdreven de asmogendheden steeds verder naar het noorden. In december 1944 werd de Amerikaanse luitenant-generaal Mark W. Clark de nieuwe bevelhebber van de 15e Legergroep.

## 15e Legergroep, augustus 1944
15e Legergroep (generaal Sir Harold Alexander)
Britse Achtste Leger (luitenant-generaal Oliver Leese)
Britse 5e Legerkorps (luitenant-generaal Charles Keightley) 
1e Pantserdivisie (generaal-majoor Richard Hull)
4e Infanteriedivisie (generaal-majoor Dudley Ward)
4e Indische Divisie (generaal-majoor Arthur Holworthy)
 46e Infanteriedivisie (generaal-majoor John Hawkesworth)
 56e (London) Infanteriedivisie (generaal-majoor J.Y. Whitfield)
25e Leger Tankbrigade
1e Canadese Korps (luitenant-generaal E. L. M. Burns) 
1e Canadese Infanteriedivisie (generaal-majoor Christopher Vokes)
2de Nieuw-Zeelandse divisie (luitenant-generaal Bernard Freyberg)
5e Canadese Pantserdivisie  (generaal-majoor Bert Hoffmeister)
21e Leger Tankbrigade
3e Griekse Bergbrigade
2e Poolse Korps (luitenant-generaal Władysław Anders) 
3e Poolse Karpaten Infanteriedivisie
5e Kresowa Infanteriedivisie
2e Pantserbrigade
Britse 10e Legerkorps (luitenant-generaal Sir Richard McCreery) 
10e Indische Infanteriedivisie (generaal-majoor Denys Whitehorn Reid)
9e Pantserbrigade
Amerikaanse Vijfde Leger (luitenant-generaal Mark W. Clark)
Amerikaanse 2e Legerkorps (generaal-majoor Geoffrey Keyes) 
34e Infanteriedivisie (generaal-majoor Charles L. Bolte)
88e Infanteriedivisie (generaal-majoor John E. Sloan)
91e Infanteriedivisie (generaal-majoor Livesay)
Amerikaanse 4e Legerkorps (generaal-majoor Willis D. Crittenberger) 
6e Zuid-Afrikaanse Pantserdivisie (generaal-majoor Evered Poole)
85e Infanteriedivisie (generaal-majoor John B. Coulter)
Braziliaanse Expeditieleger (generaal-majoor Mascarenhas de Morais)
442e Infanterieregiment
Britse 13e Legerkorps (luitenant-generaal Sidney Kirkman) 
1e Infanteriedivisie (generaal-majoor Charles Loewen)
6e Pantserdivisie (generaal-majoor H. Murray)
8e Indische Divisie (generaal-majoor Dudley Russell)
Reserve
1e Pantserdivisie (generaal-majoor V. E. Prichard)